# فرودگاه استوپینو
فرودگاه استوپینو (به انگلیسی: Stupino Airfield) یک فرودگاه است که یک باند فرود بتن دارد و طول باند آن ۲۱۵۰ متر است. این فرودگاه در کشور روسیه قرار دارد .